# Sidney Rocha
 Sidney Rocha  (Juazeiro do Norte, Ceará, 1965) é escritor, contista e romancista e editor. Doutor Honoris Causa pela Universidade Federal de Pernambuco. Tem vários livros publicados e foi o vencedor do  Prêmio Jabuti, em 2012,  com o livro de contos  O destino das metáforas e do Prêmio Osman Lins, em 1985, pelo romance Sofia, uma ventania para dentro.

## Obras

### Romances
- Sofia, uma ventania para dentro (1994, 2004, 2014)
- Fernanflor (2015)
- A estética da indiferença (2018)
- Flashes (2020)

### Contos
- Matriuska (2009)
- O destino das metáforas (2011)
- Guerra de Ninguém (2016)

## Prêmios
- Prêmio Jabuti (2012):[2] por O destino das metáforas
- Prêmio Osman Lins (1985): por Sofia, uma ventania para dentro
- Pré(ê)mio Guerra Junqueiro de Lusofonia (Portugal)